# Ofensiva a ocidente de Al-Bab (Setembro de 2016)
A ofensiva a ocidente de Al-Bab (Setembro de 2016) foi ofensiva militar lançada pelas Forças Democráticas Sírias (FDS) contra o Estado Islâmico do Iraque e do Levante (EIIL) na zona rural da província de Alepo, a sul das cidades de Mare' e Tel Rifaat.

## Preparações
A 14 de agosto de 2016, após a captura da cidade de Manbij, várias facções das Forças Democráticas Sírias lideradas por 16 comandantes formaram o Conselho Militar de Al-Bab, modelados pelo exemplo do Conselho Militar de Manbij, com o objectivo de capturar a zona rural de Al-Bab bem como a cidade ao Estado Islâmico. O conselho militar pediu apoio militar aos Estados Unidos para avançar com a operação militar. A maioria das forças iria atacar al-Bab pela zona oriental, apesar do conselho ter vários elementos para atacar pela zona ocidental.

## Ofensiva

### Avanços iniciais das FDS

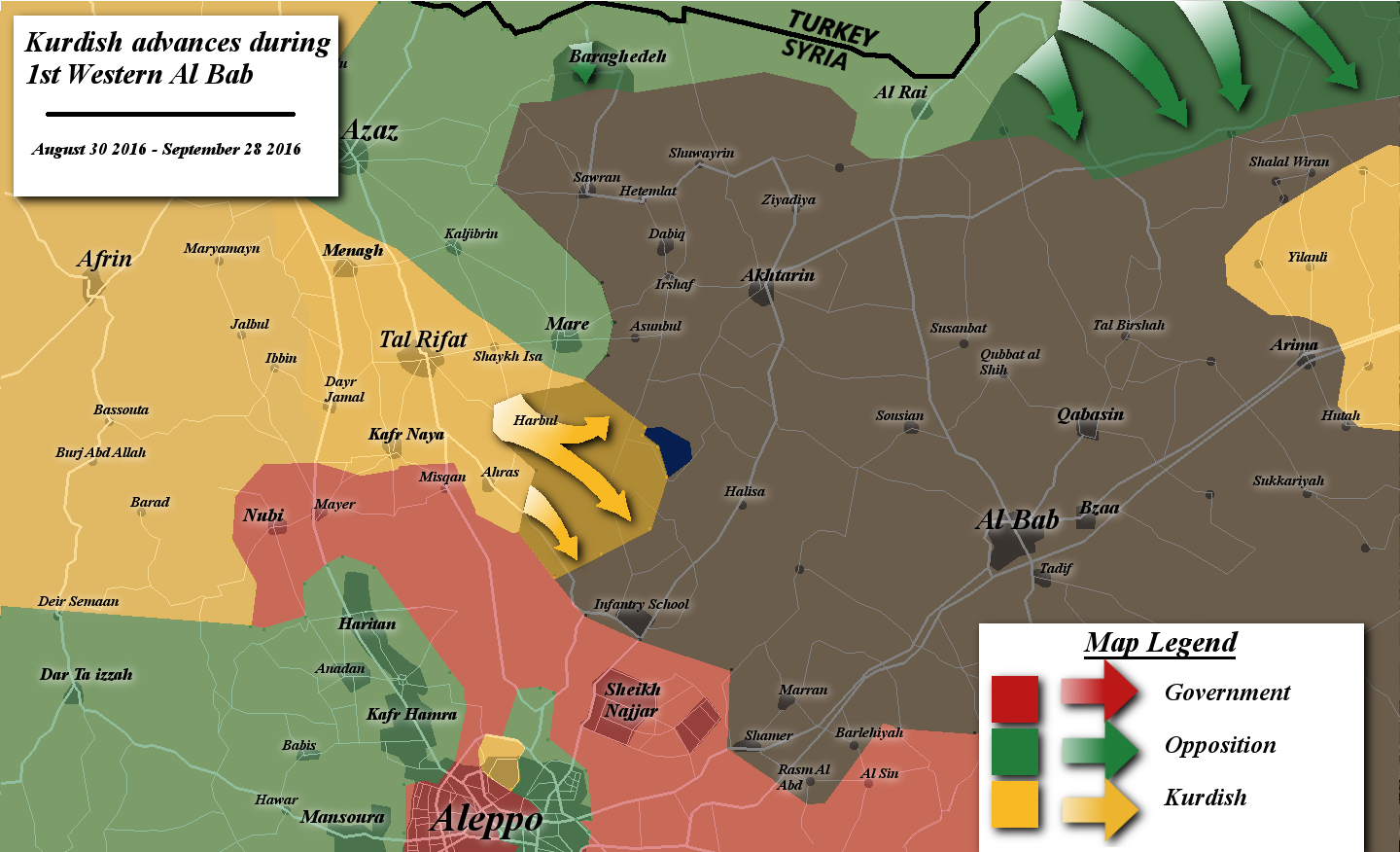
Mapa da ofensiva

A 30 de agosto, após bombardeamentos de morteiros e diversos ataques aéreos da Força Aérea dos Estados Unidos em posições do Estado Islâmico que mataram 13 dos seus combatentes e destruiu 5 dos seus veículos, forçando os jihadistas a retiraram-se das localidades bombardeadas. As FDS, lideradas pelo Exército dos Revolucionários, avançaram e capturaram as localidades de Maarat Umm Hawsh, Umm Qura, Herbel e Tell Qarah.
No dia seguinte, o EIIL lançou um contra-ataque em Herbel e conseguiu recapturar a localidade. Apesar disto, o Exército dos Revolucionários reentrou na localidade e recapturou-a, capturando uma grande quantidade de armamento e munições, e a Bandeira da Independência da Síria foi hasteada em Herbel. Durante o dia, o Estado Islâmico enviou dois Carros-bomba contra Herbel mas, segundo fontes, estes carros foram destruídos antes de chegaram ao alvo pretendido.
Unidades de engenharia das FDS desmantelaram e detonaram 70 minas terrestres a 2 de setembro. Ataques aéreos americanos destruíram sete posições do Estado Islâmico e um armazenamento de armas no mesmo dia. Posições das FDS em Umm Qura foram bombardeadas pelo EI durante a noite o que levou às FDS a responderam com bombardeamentos. As operações de desmantelamento de minas terrestres continuaram dado que diversas minas estavam espalhadas pela zona.
O Estado Islâmico lançou um segundo contra-ataque em Umm Hosh e Umm Qara a 4 de setembro, após bombardear as localidades com artilharia pesada. O EIIL reivindicou a reconquista de Umm Qara e matando cerca de 30 combatentes das FDS e destruíndo 2 veículos blindados. A 6 de setembro. as Forças Democráticas Sírias capturou a localidade de Wahshiyah.
A 8 de setembro, o EIIL evacuou o seu quartel-general de Al-Bab e mudou-o para Khafsa localizada a leste da cidade com dezenas de veículos transportando combatentes e armamento. Isto ocorreu um dia depois do Exército Livre da Síria (Pró-Turquia) ter anunciado o seu objectivo em capturar a cidade de Al-Bab.

### Contra-ataques do EIIL e novos avanços das FDS
A 19 de setembro, após atacar a localidade com artilharia e explodir dois carros-bomba, o Estado Islâmico lançou um novo contra-ataque sobre Umm Hosh a partir de três direcções. Duros confrontos entre as FDS e o EI continuaram no dia seguinte, e 16 combatentes das FDS morreram. A frente em Umm Hosh eventualmente acalmou, mas combates continuaram nos arredores da localidade.
A 24 e 25 de setembro, as FDS capturaram al-Hasia e Hassadjek, com confrontos a ocorreram em Bayt Issa e Tall Saussine, a sul de Tell Qara. Após isto, as Forças Democráticas chegaram a 20 quilómetros de Al-Bab.
Em 28 de setembro, o EI lançaram um quarto contra-ataque, lançando dois carros-bomba contra postos de controlo das FDS em Umm Qura e Umm Hosh e lançaram morteiros contra o quartel-general das FDS na área. As Forças Democráticas responderam ao dispararem fogo de artilharia pesada contra posições do Estado Islâmico nas localidades de Wahshiya, Hesasik e Tel Maled. De acordo com as FDS, pelo menos 16 combatentes do EI foram mortos e 6 combatentes das FDS morreram durante o ataque. Confrontos começaram perto de Harbel, onde dois veículos do Estado Islâmico e 8 combatentes do EI foram mortos de acordo com as FDS. 3 combatentes das Forças Democráticas morreram nos combates.
Caças de guerra dos Estados Unidos apoiaram as Forças Democráticas Sírias ao efectuaram, pelo menos, 3 ataques aéreos contra posições de combates do Estado Islâmico que forçou os jihadistas a retirarem-se. Um porta-voz das FDS afirmou que os ataques pararam por volta da meia-noite, e devidos aos ataques americanos, o EI retiraram-se das suas posições.

## Confrontos entre as FDS e os rebeldes apoiados pela Turquia
A meio de outubro, em resposta aos avanços do Exército Livre da Síria (Pró-Turquia) contra o Estado Islâmico na zona de Dabiq, as Forças Democráticas Sírias começaram a avançar na região.